# La Settimana Enigmistica
La Settimana Enigmistica (litt. « La Semaine énigmatique » en italien) est un hebdomadaire italien de mots croisés et casse-têtes publié depuis 1932 en Italie et distribué dans d'autres pays européens. Il est depuis longtemps l'un des magazines italiens les plus vendus. 

## Histoire
La Settimana Enigmistica est créée par un noble sarde, Giorgio Sisini, comte de Sant'Andrea et fils du fondateur du Rotary Club de Sardaigne. La première édition du magazine est publiée le 23 janvier 1932 et met en vedette l'actrice mexicaine Lupe Vélez en première de couverture. Le magazine présente des puzzles réalisés par les plus célèbres créateurs de puzzles, y compris son fondateur, qui en crée pour les lecteurs jusqu’aux derniers jours de sa vie.
La revue compte de nombreuses imitations ; elle affiche le nombre sur la couverture en dessous du titre jusqu’aux années 1940, avant de le remplacer par un la phrase suivante en pied de page : « l’hebdomadaire qui compte d’innombrables tentatives d’imitation » (« la rivista che vanta innumerevoli tentativi d'imitazione »),,. Une caractéristique qui rend La Settimana Enigmistica unique est qu'elle n’accepte pas la publicité et l’utilise rarement pour vendre le magazine. 
En 1972, Sisini décède et la production du magazine est reprise par Raoul De Giusti, puis par Francesco Baggi Sisini, le petit-fils du fondateur, en 1988. 
En novembre 2008, l’hebdomadaire a franchi le cap des 4 000 numéros.

## Mise en page
La présentation du magazine est restée la même pendant plusieurs années. Le titre sur la couverture est dans l’une des trois couleurs bleu, vert ou rouge, les couleurs cyclant dans cet ordre. La première couverture comporte toujours une grille de mots croisés avec une photographie incrustée d'une personnalité du monde du divertissement, du sport, de la musique, du théâtre ou du cinéma. Les éditions paires comportent une personnalité masculine, tandis que les numéros impairs présentent une personnalité féminine. Depuis 1995, certaines illustrations du magazine sont imprimées en couleur. 

## Casse-têtes
Une grande partie des casse-têtes présentés dans La Settimana Enigmistica sont des mots croisés. En plus de ceux-ci, le magazine contient de nombreux autres types de puzzles, notamment des variantes de mots croisés (mots croisés syllabiques ou sans cases noires avec définitions dans le désordre) ; des énigmes et charades ; des sudokus ; des jeux d’observation. 
Une caractéristique qui rend le magazine attrayant pour les collectionneurs et les amateurs de casse-têtes est la numérotation rigoureuse de tous ses puzzles. Ce système de numérotation facilite la recherche des solutions, qui sont normalement incluses dans le numéro suivant (les solutions aux concours sont publiées trois numéros après l'apparition des concours).

## Bandes dessinées
En plus de ce qui précède, de nombreuses pages contiennent une bande dessinée, ou des blagues de contributeurs réguliers. 
Bandes dessinées régulières :
- Andy Capp, sous le titre Le Vicende di Carlo e Alice (jusqu’en 2008)[10],[11]
- Drabble, sous le titre Famiglia Belbelli[10],[12]
- The Born Loser, sous le titre Renato perdente nato[10]
- Fred Basset[10]
- Willy n’ Ethel, sous le titre Diego e Norma, rapporto di coppia[10]
- Il dispettoso Osvaldo[10]
- La bisbetica Martina[10]
- Le Schegge di Follia[10]

### Note
- (en) Cet article est partiellement ou en totalité issu de l’article de Wikipédia en anglais intitulé « La Settimana Enigmistica » (voir la liste des auteurs).